# Agnes Bernauer (Hebbel)
Agnes Bernauer ist ein Drama des Realismus von Friedrich Hebbel. Das Werk wurde im Dezember 1851 nach einer Arbeitszeit von nur drei Monaten fertiggestellt und am
25. März 1852 in München uraufgeführt. 1855 erschien es nach durchschlagendem Erfolg auch im Druck.

## Inhalt
Der Sohn des Herzogs Ernst von Bayern-München Albrecht verliebt sich während eines Turniers in die bürgerliche Agnes Bernauer, Tochter des einfachen Baders Caspar Bernauer aus Augsburg. Als Albrecht Agnes daraufhin auf einem Ball trifft, hält er um ihre Hand an. Um sie vor den Folgen dieser Hochzeit zu bewahren, versucht Caspar eine Heirat mit seinem Gesellen Theobald zu arrangieren, die Agnes aber ablehnt. Albrechts Ritter Nothafft und Frauenhoven versuchen gleichzeitig, Albrecht von seiner Idee abzubringen. Trotzdem gelingt es Albrecht schließlich, Agnes und auch Caspar von der geheimen Hochzeit zu überzeugen.
Ernst beklagt die Teilung Bayerns und hat eine Heirat zwischen Anna von Braunschweig und Albrecht arrangiert, wodurch wieder Frieden zwischen diesen Herzogtümern eintreten würde. Er ist davon überzeugt, dass Albrecht diese Hochzeit annehmen würde und schickt seinen Kanzler Preising, um ihn davon zu unterrichten. Albrecht lehnt gegen alle Einwände Preisings diese Heirat ab, verspricht aber zu einem Turnier zu erscheinen. Auf diesem Turnier, auf dem Ernst eigentlich die Hochzeit bekannt geben wollte, bestätigt Albrecht die Gerüchte um seine Heirat mit Agnes, woraufhin er von seinem Vater zu Gunsten seines Vetters Adolph enterbt wird.
Nach drei Jahren stirbt Adolph allerdings. Ernst unterschreibt daraufhin trotz Zweifel ein Todesurteil gegen Agnes, das bereits kurz nach dem Turnier angefertigt wurde. Ansonsten müsste er nämlich um die Erbfolge fürchten, da Albrecht – nun sein einziger Erbe – den Thron nicht mit einer bürgerlichen Frau besteigen könnte. Außerdem würde ohne Thronfolger ein Krieg um München-Bayern ausbrechen, den Ernst zu verhindern versucht. Da Albrecht jedoch die Vollstreckung des Todesurteils nie zulassen würde, lockt Ernst ihn mit der Einladung zu einem Turnier von ihr weg. Währenddessen stürmen Soldaten seine Burg und nehmen Agnes gefangen. Kanzler Preising unternimmt anschließend einen letzten Versuch, Agnes vor dem Tod zu bewahren, indem er von ihr verlangt, sich von Albrecht zu trennen. Diese lehnt das allerdings ab und wird daraufhin in der Donau ertränkt.
Als Albrecht von Agnes Tod erfährt, zündet er mehrere Dörfer an und will auch München verwüsten. Erst als  ein Bote des Kaisers und ein Gesandter der Kirche ihm befehlen, sich Ernst zu unterwerfen, beruhigt er sich und verträgt sich schließlich auch mit seinem Vater, der ihn daraufhin zum Herzog ernennt und selbst ins Kloster geht.

## Form
Das „deutsche Trauerspiel in fünf Aufzügen“ orientiert sich nur im Aufbau am klassischen Vorbild, da es in fünf Akte gegliedert ist. Ansonsten werden die wichtigsten Merkmale des aristotelischen Dramas aber nicht eingehalten: So spielt die Handlung an mehreren Orten, die Ständeklausel wird umgangen, da auch niedrigere soziale Schichten – insbesondere durch Agnes verkörpert – eine wichtige Rolle spielen und durch den Zeitsprung von drei Jahren wird die Einheit der Zeit verfehlt. Ein retardierendes Moment befindet sich im fünften Akt, als Agnes die letzte Chance auf ihre Rettung vertut.
Das Werk kann somit formal, inhaltlich und zeitlich der Literaturform „Realistisches Drama“ zugeordnet werden. Es wird der Konflikt zwischen dem Individuum und der Gesellschaft dargestellt, sowie Bezug auf einen historischen Hintergrund genommen, der aber künstlerisch wiedergegeben wird.

## Hintergrund
Das Drama beruht auf der historischen Figur Agnes Bernauer (* um 1410, † 12. Oktober 1435). Dass Albrecht III. von Bayern ein Verhältnis mit Agnes Bernauer hatte, gilt als nachgewiesen, konkrete Beweise für eine Eheschließung existieren aber nicht. Um 1430 war Agnes Bernauer eine feste Größe am Münchner Hof und lebte mit Albrecht seit 1433 vermutlich auf Schloss Blutenburg. Sie wurde ähnlich wie im Werk beschrieben am 12. Oktober 1435 bei Straubing in der Donau ertränkt, weil Herzog Ernst seine Erbfolge durch sie gefährdet sah. Die Geschichte um Agnes Bernauer wurde in zahlreichen literarischen Werken verarbeitet: Zu den bekanntesten zählt neben Hebbels Werk „Die Bernauerin“ von Carl Orff.
Hebbel entnahm die Figuren seines Dramas historischen Quellen zur Bernauer-Geschichte und allgemeinen Geschichtswerken, zeichnete seine Hauptpersonen aber mit einer stärkeren Profilierung der Charaktere. Aus dramaturgischen Gründen hielt er sich im Einzelnen nicht genau an die historischen Fakten; so verband er zum Beispiel den Tod von Adolph mit dem Schicksal der Bernauerin. Außerdem ist es unwahrscheinlich, dass die Tochter eines einfachen Baders einen Ball besucht, zu dem auch ein Herzogssohn erwartet wird.

## Kritik
Hebbels Agnes Bernauer war von Anfang an umstritten: Georg Herwegh warf dem Autor nach der Münchner Uraufführung vor, er habe in diesem Stück „des Unrechts nackte Klarheit […] als Recht gelehrt“, und riet ihm, die Schriftstellerei aufzugeben. Aufführungen in Weimar und Stuttgart fanden aber beim Publikum großen Anklang, Agnes Bernauer wurde Schullektüre und noch im 20. Jahrhundert oft gespielt. Ein so dauerhafter Erfolg war keinem von Hebbels unmittelbaren Nachfolgern vergönnt. Die Dramen von Melchior Meyr, Leo Goldammer, Hermann Eduard Jahn, Emanuel Hiel und Arnold Ott wurden zwar teils mehrfach aufgeführt, verschwanden aber bald wieder von den Bühnen. Auch von den vielen lyrischen und epischen Bearbeitungen aus der zweiten Hälfte des 19. Jahrhunderts konnten nur wenige eine zweite Generation von Lesern für sich gewinnen. Weder das umfangreiche Historisch-romantische Zeit- und Sittengemälde des Buchhalters Friedrich Wilhelm Bruckbräu noch das Lied der Liebe von Emil Seippel oder Adolf Sterns Novelle Das Fräulein von Augsburg wurden wie die Dramen Toerrings und Hebbels zu Klassikern.